# Angelika Ott
Angelika Ott (née le 14 juin 1942 à Schwiebus) est une actrice autrichienne.

## Biographie
Angelika Ott grandit à Vienne. Elle prend des cours de danse et de théâtre privés auprès de Helmuth Krauss. En 1965, elle fait ses débuts au Löwinger-Bühne et au cinéma. Dans les films produits par son futur mari Karl Spiehs, elle joue à plusieurs reprises dans des rôles de figuration de la « blonde cool », aussi dans des films érotiques. Elle est alors doublée par Helga Trümper. À Vienne, elle joue des comédies de boulevard.
En décembre 1964, elle fait la connaissance du producteur Karl Spiehs et l'épouse le 21 décembre 1966. Ils ont deux fils, David (de), né en 1974, et Benjamin, né en 1981, qui deviendront producteurs et reprendront les sociétés de leur père.

## Filmographie
- 1966 : In Frankfurt sind die Nächte heiß
- 1966 : Les Colts de la violence (1000 dollari sul nero) d'Alberto Cardone
- 1966 : Pas d'orchidée pour le shérif (Un dólar de fuego) de Nick Nostro : Liz Kelly
- 1967 : Das Rasthaus der grausamen Puppen
- 1967 : Les Salauds se portent bien (de)
- 1968 : 69 Liebesspiele (de)
- 1968 : Paradies der flotten Sünder
- 1968 : Les Sept Bérets rouges
- 1969 : Les Vierges folichonnes
- 1969 : Les petites chattes sont toutes gourmandes
- 1969 : Au secours j'aime des jumelles ! (de)
- 1970 : Hôtel du vice (de)
- 1970 : Wenn du bei mir bist (de)
- 1970 : L'Homme qui vient de la nuit
- 1970 : Frau Wirtin treibt es jetzt noch toller (de)
- 1971 : Tante Trude aus Buxtehude
- 1971 : Rudi, benimm dich! (de)
- 1971 : Käpt’n Rauhbein aus St. Pauli (de)
- 1972 : Alleluia et Sartana, fils de...
- 1972 : Le Hurlement des loups (de)
- 1973 : Crazy – total verrückt
- 1973 : Die blutigen Geier von Alaska